# Plantago myosurus
Plantago myosurus é uma espécie de planta com flor pertencente à família Plantaginaceae. 
A autoridade científica da espécie é Lam., tendo sido publicada em Tableau Encyclopédique et Methodique...Botanique 1: 342. 1791 (1792).

## Portugal
Trata-se de uma espécie presente no território português, nomeadamente os seguintes táxones infraespecíficos:
- Plantago myosurus subsp. myosurus - presente no Arquipélago da Madeira. Em termos de naturalidade é introduzida na região atrás referida. Não se encontra protegida por legislação portuguesa ou da Comunidade Europeia.